# Yulia Berger
Yulia Berger (5 de agosto de 1991) é uma ginasta russa que compete em provas de ginástica artística.
Yulia estreou em competições internacionais de grande porte no ano de 2009, ao participar do Europeu de Milão. Nele, encerrou medalhista de prata no salto sobre a mesa, ao somar 14,335 pontos, 0,290 pontos atrás da suíça Ariella Kaeslin, campeã do aparelho.